# Крынды
Крынды́ (тат. Кырынды) — село в Агрызском районе Татарстана. Административный центр Крындинского сельского поселения.

## География
Село находится в Восточном Предкамье, в низовьях реки Иж, по обеим берегам ручья Крындинский Лог. До ближайшего населённого пункта, деревни Хороший Ключ 1,5 км на восток, до районного центра, города Агрыза 43 км (48,5 км по автодорогам) на север, до границы с Алнашским районом Удмуртии 2,5 км на запад.

## История
По материалам II ревизии в деревне Каранде, относившейся к Бакейковой сотне Смаилова Арской дороги Казанской губернии, насчитывалось 18 государственных ясачных татар мужского пола.
В 1802 году в деревнях Турдалес Рган Чишмы и Крынды, относившихся тогда к Иж-Бобьинской волости Сарапульской округи Вятской губернии, числилось 83 души татар мужского пола.
В конце XVII века — первой половине XVIII века татар деревни Крынды насильно крестили и в официальные документы записали как числившихся в православной религии. В документах 1795 года имена жителей указывались двояко: по-мусульмански и по-христиански. А потом, например, в 1858 году имена записывались в документах только по-христиански. Таким образом, все татары деревни Крынды в государственных документах считались «новыми крещёнными». Но это считалось только формальным, потому что духовные лица церкви и православия, которые должны были оказывать главное влияние, находились далеко (в Пьяном Боре, Варзи-Ятчах). Татары деревни Крынды никогда не считали себя христианами.
В «Списке населённых мест Российской империи», изданном по данным 1859 года, населённый пункт упомянут как казённая деревня Кырынды 2-го стана Елабужского уезда Вятской губернии, при речке Кырындинке, расположенная в 72 верстах от уездного города Елабуга. Здесь насчитывалось 47 дворов и проживало 349 человек (159 мужчин и 190 женщин), имелась мельница. В казённой деревне Итурдали того же стана насчитывалось 33 двора и проживал 231 человек (109 мужчин, 122 женщины).
В 1860—1870 годах в России среди татар, которые считались «новыми крещенными», развертывается движение, требующее от царского правительства признать себя «документально мусульманами». В октябре 1871 года все татары деревни объявляют себя мусульманами и требуют от правительства признания этого.
Ради возвращения жителей деревни к христианству правительство принимает разные меры.
В 1871 году в деревне открывается школа миссионеров, в 1872 году построена деревянная Петропавловская церковь, в 1874 году было принято решение построить большую каменную церковь. Однако построить её в центре деревни на условленном месте не удалось. Жители деревень Турдали и Крынды перетаскивали строительные материалы или разрушали; избивали русских, которые содействовали строительству церкви.
В 1887 году в селе Кырынды Кырындинского сельского общества Мушаковской волости проживало 800 жителей (399 мужчин, 401 женщина) в 144 дворах государственных крестьян (53 двора русских и 91 двор татар). Земельный надел села составлял 1747,7 десятин земли (в том числе 21,2 десятины усадебной земли, 1281,6 десятин пашни, 4,8 — сенокоса, 218,2 десятины подушного леса и 167,7 — лесного надела и 54,2 десятины неудобной земли). У жителей имелось 273 лошади, 218 коров и 843 единицы мелкого скота (овец, свиней и коз); 138 человек занимались местными промыслами (в том числе 48 пилили и продавали тёс), 43 — отхожими промыслами (в том числе 17 извозчиков). Было 58 грамотных и 11 учащихся.
В деревне Турдали того же сельского общества проживало 524 человека (260 мужчин, 264 женщины) в 95 дворах государственных крестьян (31 двор русских и 64 двора татар). Земельный надел деревни составлял 1219,6 десятин земли (в том числе 18,7 десятин усадебной земли, 707,7 десятин пашни, 60,8 — сенокоса, 3,1 — выгона, 291,4 десятины подушного леса и 118,9 — лесного надела и 19 десятин неудобной земли). У жителей имелось 122 лошади, 100 коров и 554 единицы мелкого скота (овец, свиней и коз); 86 человек занимались местными промыслами (в том числе 16 пильщиков), 17 — отхожими промыслами (в том числе 5 пильщиков). Было 16 грамотных и 16 учащихся.
В 1892 году на окраине Крындов была построена каменная Петропавловская церковь. Здание церкви сохранилось в полуразрушенном виде и является архитектурным памятником Республики Татарстан.
По переписи 1897 года в селе Кырынды проживало 907 человек (454 мужчины, 453 женщины), из них 542 магометанина и 365 православных, в деревне Турдали — 657 жителей (321 мужчина, 336 женщин), из них 465 магометан и 192 православных.
В 1905 году в селе Кырынды Мушаковской волости проживало 963 жителя (470 мужчин, 493 женщины) в 191 дворе, в деревне Турдали той же волости — 655 человек (325 мужчин, 330 женщин) в 137 дворах.
После указа Николая II о свободе религии татары деревни Крынды получили право считаться мусульманами; тогда же было разрешено построить здесь мечеть. 
С 14 февраля 1927 года село в Агрызском районе (в 1930 и 1948 годах — центр сельсовета). В 1921—1930 годах село было разделено на Татарские Крынды (723 жителя в 1926 году) и Русские Крынды (184 жителя).

## Население
По переписи 2002 года в селе проживало 643 человека (305 мужчин, 338 женщин), татары (93 %).
По переписи 2010 года — 637 человек (299 мужчин, 338 женщин).
| 1744 | 1859 | 1887 | 1897 | 1905 | 1920 | 1926 | 1938 | 1958 | 1970 | 1989 | 2002 | 2015 |
| ---- | ---- | ---- | ---- | ---- | ---- | ---- | ---- | ---- | ---- | ---- | ---- | ---- |
| 18   | 249  | 800  | 907  | 963  | 1046 | 907  | 885  | 1156 | 990  | 723  | 643  | 622  |

## Экономика
Имеются зерноток и ферма КРС.

## Инфраструктура
Действуют начальная школа, детский сад, сельский дом культуры с библиотекой, фельдшерско-акушерский пункт, почтовое отделение и несколько магазинов. Имеются 3 кладбища. Через село проходят автомобильные дороги регионального значения «Агрыз — Красный Бор», «Псеево — Крынды».

## Религиозные объекты
В селе две мечети (1992 и 1995 годов). Сохранились руины Петропавловской церкви.